# Zakoldovannyj maltjik
Zakoldovannyj maltjik (russisk: Заколдованный мальчик) er en sovjetisk animationsfilm fra 1955 af Vladimir Polkovnikov og Aleksandra Snezjko-Blotskaja.